# Parlement du Rwanda
5e législature de la Chambre des députés
3e législature du Sénat
Bâtiment du Parlement du Rwanda
Le Parlement du Rwanda (en anglais : Parliament of Rwanda ; en kinyarwanda : Inteko Ishinga Amategeko y’u Rwanda ; en swahili : Bunge la Rwanda) est l'organe législatif bicaméral de la république du Rwanda. 
Il est composé des deux chambres suivantes :
- la Chambre des députés : chambre basse, composée de 80 membres appelés « députés » ;
- le Sénat : chambre haute, composé de 26 membres appelés « sénateurs ».

Il est l'un des seul pays au monde avec la Bolivie à compter plus de femmes parlementaires que d’hommes, à savoir 55 % de députées, suivi par la Bolivie (53,1%).

## Chambre des députés
La Chambre des députés constitue la chambre basse du Parlement. Elle a été mise en place par la constitution du 4 juin 2003.
La Chambre des députés est composée de 80 sièges pourvus pour cinq ans, dont 53 au scrutin proportionnel plurinominal avec liste bloquées dans une unique circonscription nationale. Après décompte des voix, les sièges sont répartis selon la méthode dite du plus fort reste entre tous les partis ou candidats indépendants ayant franchi le seuil électoral de 5 % des suffrages exprimés.
Sur les 27 sièges restants, 24 sont réservés à des femmes et pourvus au scrutin indirect par les conseillers municipaux et régionaux des quatre provinces rwandaises et de la capitale Kigali, 2 sont élus par le Conseil national de la jeunesse et le dernier par la Fédération des associations des handicapés. Ces 27 membres élus au scrutin indirect ne doivent appartenir à aucun parti politique.
La dernière élection date du 15 juillet 2024. La prochaine aura lieu en 2029.

## Sénat
Le Sénat constitue la chambre haute du Parlement, il compte 26 membres dont 18 sont élus au suffrage indirect comme suit :
- 12 par les comités exécutifs de secteurs et de district, les municipalités et les conseils municipaux des grandes villes (un par province et un pour la ville de Kigali) ;
- 4 élus par le forum des formations politiques ;
- 2 enseignants universitaires élus au scrutin indirect par le personnel d'enseignement et de recherche des universités et établissements d'enseignement supérieur, privés et publics[4],[C 1].

Enfin le président de la République en nomme 8 parmi la communauté nationale la plus défavorisée ou pour tout autre intérêt national.
Les anciens chefs de l'État peuvent en faire partie, s'ils le demandent.
Le Sénat doit comporter 30 % de femmes parmi ses membres. En 2019, elles sont au nombre de 10 (soit 38,46 %).
Depuis la  révision constitutionnelle de 2015, la durée du mandat de chaque sénateur est de cinq ans renouvelable une fois, sauf pour les anciens chefs d'État. Les sénateurs siégeaient auparavant pour une durée de 8 ans.
Le dernier renouvellement du Sénat date du 16 au 17 septembre 2024.

### Constitution du Rwanda
- (en)  Rwanda. « Constitution du Rwanda de 2003 avec les amendements jusqu'en 2015 » [lire en ligne]

1. 1 2 3  Article 80
2. ↑  Article 81

### Autres références
1. ↑  Rédaction Toute l'Europe, « La parité dans les parlements nationaux », sur Touteleurope.eu, 22 février 2018 (consulté le 22 mai 2023)
2. ↑  « IPU PARLINE database: RWANDA (Chambre des Députés), Système électoral », sur archive.ipu.org (consulté le 6 septembre 2018).
3. ↑  (en) « Women to rule Rwanda parliament », sur BBC, 17 septembre 2008.
4. ↑  « Rwanda-Sénat : À propos du parlement », sur Union interparlementaire (consulté le 2 mai 2020)
5. ↑  « Rwanda-Sénat : Données sur les femmes », sur Union interparlementaire (consulté le 21 novembre 2020)
6. ↑  (en) James Tasamba, « Newly elected Rwandan senators take oath », sur aa.com.tr, Agence Anadolu, 17 octobre 2019 (consulté le 24 avril 2022)